# Hrabstwo Dearborn

Piramida wieku hrabstwa

Hrabstwo Dearborn (ang. Dearborn County) – hrabstwo w stanie Indiana w Stanach Zjednoczonych.

## Geografia
Według spisu z 2010 roku obszar całkowity hrabstwa obejmuje powierzchnię 307,42 mili2 (796,21 km²), z czego 305,03 mili2 (790,02 km²) stanowią lądy, a 2,38 mili2 (6,16 km²) stanowią wody. Według szacunków United States Census Bureau w roku 2012 miało 49 831 mieszkańców. Jego siedzibą administracyjną jest Lawrenceburg.

### Miasta
- Aurora
- Dillsboro
- Greendale
- Lawrenceburg
- Moores Hill
- Saint Leon
- West Harrison

### CDP
- Bright
- Hidden Valley